# Классен, Малькольм
Ма́лькольм Э́лтон Кла́ссен (англ. Malcolm Elton Klassen; род. 3 декабря 1981, Хамманскраль) — южноафриканский боксёр, представитель второй полулёгкой весовой категории. Выступает на профессиональном уровне с 1999 года, владел титулом чемпиона мира по версии Международной боксёрской федерации (IBF).

## Биография
Малькольм Классен родился 3 декабря 1981 года в небольшом городке Хамманскраль на севере провинции Гаутенг, Южная Африка.
Дебютировал в боксе на профессиональном уровне в мае 1999 года, выиграв у своего соперника по очкам в четырёх раундах. Первое время выступал преимущественно на родине, при этом начало его карьеры не было впечатляющим, так, в 2000 году из пяти проведённых поединков он сумел выиграть только два, тогда как два других проиграл (в том числе уступил соотечественнику Такалани Ндлову (6-1), будущему чемпиону мира), и в одном случае была зафиксирована ничья.
Несмотря на проигрыши, Классен продолжал активно выходить на ринг, в период 2002—2006 годов сделал достаточно длинную беспроигрышную серию — из двенадцати боёв лишь один закончился ничьей, не удалось выявить победителя в противостоянии с другим сильным соотечественником Джеффри Матебулой (15-1-1). В частности, он завоевал титул чемпиона Африки в полулёгком весе и затем три раза защитил полученный чемпионский пояс.
Благодаря череде удачных выступлений удостоился права оспорить титул чемпиона мира во второй полулёгкой весовой категории по версии Международной боксёрской федерации (IBF), который на тот момент принадлежал представителю Гайаны Гайри Сент-Клэру (38-3-2). Поединок между ними состоялся в ноябре 2006 года и продлился все отведённые 12 раундов — в итоге судьи раздельным решением отдали победу Классену, и таким образом он стал новым чемпионом мира.
Тем не менее, Малькольм Классен оставался чемпионом не долго, уже в рамках первой защиты в апреле 2007 года он уступил по очкам соотечественнику Мзонке Фана (25-3) и лишился своего чемпионского титула.
В дальнейшем выиграл несколько рейтинговых поединков и в апреле 2009 года вернул себе титул чемпиона мира во втором полулёгком весе по версии IBF, выиграв техническим нокаутом у другого южноафриканца Кассиуса Балойи (36-3-1). Однако уже спустя несколько месяцев отправился защищать титул в США и проиграл единогласным судейским решением американцу Роберту Герреро (24-1-1).
После достаточного длительного перерыва в ноябре 2011 года Классен вернулся в профессиональный бокс и завоевал титул чемпиона второстепенной Всемирной боксёрской федерации (WBF).
В мае 2013 года претендовал на титул чемпиона мира по версии Международной боксёрской организации (IBO), но потерпел поражение единогласным решением от непобеждённого австралийца Уилла Томлинсона (20-0-1).
В марте 2015 года заполучил титул интернационального чемпиона в лёгком весе по версии Всемирной боксёрской организации (WBO), победив решением намибийского боксёра Паулуса Мозеса (35-2).
В 2016 году добавил в послужной список титул интерконтинентального чемпиона по версии Всемирной боксёрской ассоциации (WBA) и всё-таки стал чемпионом мира по версии IBO.
В 2017 и 2018 годах провёл два боя в России, проиграв местным проспектам Михаилу Алексееву (10-0) и Шавкату Рахимову (11-0).